# Trận Ilovaisk
Trận Ilovaisk  bắt đầu vào ngày 7 tháng 8 năm 2014, khi Lực lượng vũ trang Ukraine và quân đội thân Ukraine bắt đầu một loạt các nỗ lực đánh chiếm thành phố Ilovaisk do quân nổi dậy thân Nga liên kết với Cộng hòa tự trị Donetsk (DPR) và các toán biệt kích của Lực lượng Vũ trang Nga trấn giữ. Mặc dù các lực lượng Ukraine đã có thể vào thành phố vào ngày 18 tháng 8, họ bị bao vây trong khoảng thời gian từ 24-26 / 8 do lực lượng quân đội Nga tràn qua biên giới, tham gia trận chiến. Sau nhiều ngày bị bao vây, các lực lượng chính phủ đã có một thỏa thuận với quân nổi dậy, được Tổng thống Nga Vladimir Putin ủng hộ, cho phép các lực lượng chính phủ rút lui khỏi thành phố. Thỏa thuận này không được thực hiện và nhiều binh sĩ Ukraine đã bị giết trong khi cố gắng trốn thoát. Tổng tham mưu trưởng và Tổng tư lệnh các lực lượng vũ trang Ukraine, Viktor Muzhenko, tuyên bố vào ngày 26 tháng 8 năm 2016 rằng nguyên nhân dẫn đến kết quả của trận chiến là sự tham gia của quân đội Nga, cùng với sự bất lực của chỉ huy Ukraine trong kế hoạch rút quân.